# Lenard (cratère)
Pour les articles homonymes, voir Lenard.
Lenard est un cratère d'impact lunaire situé sur de la face visible de la Lune, tout près du pôle Nord. Il s'agit d'un vieux cratère érodé avec un rebord externe robuste qui est entaillé et incisé à partir d'impacts ultérieurs. Le cratère Lenard recouvre le bord sud-ouest du cratère Hermite et les deux formations ont fusionné pour partager un plancher intérieur commun. Au sud, deux cratères sont présents, Lovelace (en) et Sylvester. À l'ouest s'étend le cratère Rozhdestvenskiy.
En 2008, l'Union astronomique internationale lui a attribué le nom de Lenard en l'honneur du physicien allemand Philipp Lenard.